# Per sempre (album Adriano Celentano)
Per sempre è il 34° album in studio di Adriano Celentano, pubblicato il 15 novembre 2002.

## Storia
Si tratta del terzo capitolo della collaborazione Celentano-Mogol-Bella. All'album hanno collaborato, tra gli altri, Chick Corea e Francesco Guccini. Arrivò in prima posizione
L'album è stato commercializzato in due edizioni: una solo CD e con allegato un DVD-Video della durata totale di 23' 18" che contiene:
1. Confessa (videoclip)
2. Backstage
3. Ready Teddy (registrata Live nel 1994 a Monaco di Baviera)
4. I testi di tutte le canzoni dell'album

## Tracce
| Brano | Titolo                       | Autori                            | Durata |
| ----- | ---------------------------- | --------------------------------- | ------ |
| 1     | "Confessa"                   | - Mogol - G. Bella                | 5:10   |
| 2     | "Mi fa male"                 | - Mogol - G. Bella                | 4:49   |
| 3     | "Più di un sogno"            | - Mogol - G. Bella                | 5:21   |
| 4     | Per sempre                   | - Stefano Pieroni - G. Bella      | 5:13   |
| 5     | "Una luce intermittente"     | - Mogol - G. Bella                | 4:42   |
| 6     | "Respiri di vita"            | - Mogol - G. Bella                | 4:13   |
| 7     | "Dimenticare e ricominciare" | - Mogol - G. Bella                | 3:45   |
| 8     | "Vite"                       | - F. Guccini                      | 4:38   |
| 9     | "Pensieri nascosti"          | - Mogol - G. Bella                | 4:27   |
| 10    | "I passi che facciamo"       | - G. De Crescenzo - Philippe Leon | 5:37   |
| 11    | "Per vivere"                 | - A. Celentano - Mogol            | 5:57   |
| 12    | "Radio Chick"                | - Mogol - G. Bella                | 3:22   |

## Formazione
- Adriano Celentano – voce
- Raphael Padilla – percussioni
- Fio Zanotti – tastiera, programmazione e sintetizzatore
- Alfredo Golino – batteria
- Cesare Chiodo, Carmelo Isgrò – basso
- Giorgio Secco, Luca Colombo, Michael Thompson, Andrea Braido – chitarra
- Samuele Dessì – chitarra, programmazione e tastiera
- Rosario Di Bella – tastiera
- Chick Corea – pianoforte
- Lorenzo Sebastiani – programmazione
- Gianni Bella – pianoforte, tastiera, Fender Rhodes e organo Hammond
- Franco Limido – armonica
- Antonella Pepe, Emanuela Cortesi, Moreno Ferrara, Silvio Pozzoli – cori

## Classifiche

### Classifiche settimanali
| Classifica (2002) | Posizione massima |
| ----------------- | ----------------- |
| Italia            | 1                 |
| Svizzera          | 11                |

### Classifiche di fine anno
| Classifica (2002) | Posizione |
| ----------------- | --------- |
| Italia            | 3         |
| Classifica (2003) | Posizione |
| Italia            | 16        |